# پرچم اسپرانتو

پرچم اسپرانتو

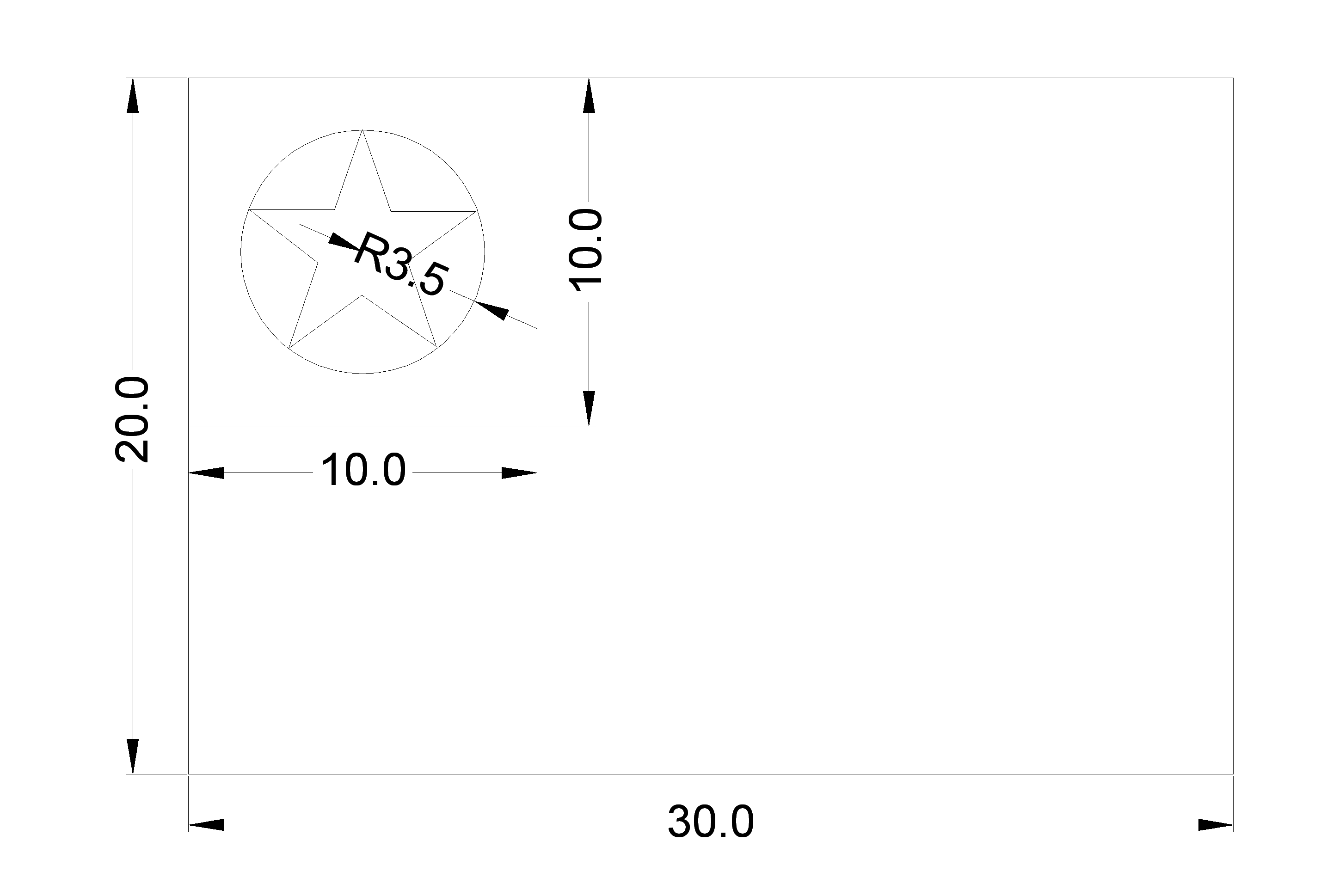
تناسبات پرچم اسپرانتو

پرچم اسپرانتو (به اسپرانتو: Esperanto-Flago)، بیرق اسپرانتو، پرچم اسپرانتیستی (به اسپرانتو: Standardo Esperantista) یا پرچم سبز (به اسپرانتو: Verda Flago)، که یکی از نمادهای اصلی زبان اسپرانتو و نهضت اسپرانتو در جهان است، پارچه‌ای سبزرنگ است، که در گوشهٔ چپ و بالای آن، مربعی سفیدرنگ وجود دارد که ستاره‌ی سبز اسپرانتو بر روی آن منقوش است: ستاره‌ای پنج‌پر و منتظم که اشاره به پنج قارهٔ جهان و بین‌المللی بودن زبان اسپرانتو دارد، و سبز بودن آن نماد سرزندگی و امید در نهضت اسپرانتو برای حصول به پیروزی نهائی است.
یکی از موارد استفاده از این پرچم، نصب آن در محل همایش‌های ملی، منطقه‌ای و بین‌المللی اسپرانتو است، که مهم‌ترین آن‌ها همایش جهانی اسپرانتو است، که برگزارکنندهٔ آن سازمان جهانی اسپرانتو (به اسپرانتو: Universala Esperanto-Asocio) (به اختصار UEA) است، که بزرگ‌ترین نهاد بین‌المللی در میان اسپرانتوزبانان دنیا است که از ۱۲۱ کشور، عضو پذیرفته و دارای روابط رسمی با سازمان ملل و یونسکو می‌باشد.
بهره‌گیری دیگر از این پرچم، نصب آن در انجمن‌ها و سازمان‌های اسپرانتیک در سراسر دنیاست.
نیایش زیر پرچم سبز (به اسپرانتو: Preĝo sub la verda standardo)، شعری است در شش بند، از لودویک زامنهوف، آفرینندهٔ اسپرانتو، که به زبان اسپرانتو سروده شده است. زامنهوف این شعر را در سال ۱۹۰۵ میلادی در سخنرانی مشهور خود در اولین کنگرهٔ جهانی اسپرانتو خواند که در شهر بولوین-سور-مر کشور فرانسه برگزار می‌شد. نام این شعر به پرچم سبز اسپرانتو اشاره دارد که طرح و رنگ آن در همین کنگره به تصویب رسید.